# Tele-X
O Tele-X foi um satélite de comunicação geoestacionário sueco construído pelas empresas Aérospatiale e Saab Ericsson Space, ele esteve localizado na posição orbital de 5 graus de longitude leste em órbita inclinada e foi operado inicialmente pela Nordic Satellite AB e posteriormente pela Swedish Space Corporation. O satélite foi baseado na plataforma Spacebus-300 e sua vida útil estimada era de 9 anos. o mesmo ficou fora de serviço em 16 de janeiro de 1998.

## História
O Tele-X foi o primeiro satélite de comunicações que serviu os países nórdicos. Originalmente concebido para o nascimento de uma rede de telecomunicações escandinava, incluindo a Dinamarca, Finlândia, Islândia, Noruega e Suécia, o Tele-X passou a representar um ativo nacional sueco com objetivos muito reduzidos e abaixo do esperado. O satélite Tele-X foi colocado na posição orbital de 5 graus de longitude oeste para fazer cobertura principalmente para a Finlândia, Noruega e Suécia.
O projeto foi gerenciado e operado pelo Swedish Space Corporation, mas foi construído pela Aérospatiale e Saab Ericsson Space, com base na plataforma Spacebus-300, o Tele-X tem uma massa em órbita de 1,3 toneladas e uma vida útil de até nove anos. O satélite era estabilizado por 3 eixos e media 1,7 m por 2,4 m por 2,4 m, com uma extensão do painel solar de 19 metros e uma capacidade elétrica de mais de 3 kW. A carga útil de comunicação era composta por quatro transponders em banda Ku.
Após permanecer ativo por quase 9 anos o satélite saiu de serviço em 16 de janeiro de 1998, quando o seu combustível se esgotou e ele foi transferido para a órbita cemitério.

## Lançamento
O satélite foi lançado com sucesso ao espaço no dia 02 de abril de 1989, por meio de um veiculo Ariane 2, lançado a partir do Centro Espacial de Kourou na Guiana Francesa. Ele tinha uma massa de lançamento de 2,089 kg.

## Capacidade e cobertura
O Tele-X é equipado com 4 transponders em banda Ku para prestar serviços à Finlândia, Noruega e Suécia.